# Vrouwenmarathon van Tokio 1984
De Vrouwenmarathon van Tokio 1984 werd gelopen op zondag 18 november 1984. Het was de 6e editie van de Tokyo International Women's Marathon. Aan deze wedstrijd mochten alleen vrouwelijke eliteloopsters deelnemen. De Duitse Katrin Dörre kwam als eerste over de streep in 2:33.23.

## Uitslagen
| rang   | naam             | land | tijd    |
| ------ | ---------------- | ---- | ------- |
| Goud   | Katrin Dörre     | GER  | 2:33.23 |
| Zilver | Eriko Asai       | JPN  | 2:33.43 |
| Brons  | Birgit Stephan   | GER  | 2:35.17 |
| 4      | Julie Barleycorn | ENG  | 2:36.17 |
| 5      | Karen Dunn       | USA  | 2:37.30 |
| 6      | Nancy Conz       | USA  | 2:38.00 |
| 7      | Chie Matsuda     | JPN  | 2:38.51 |
| 8      | Jane Wipf        | USA  | 2:40.12 |
| 9      | Lone Dybdal      | DEN  | 2:40.38 |
| 10     | Gabriela Wolf    | GER  | 2:41.34 |
| 11     | Hiroko Tazaki    | JPN  | 2:43.21 |
| 12     | Lorna Irving     | SCO  | 2:45.06 |
| 13     | Kikuyo Nishijima | JPN  | 2:46.17 |
| 14     | Yoshiko Hirohama | JPN  | 2:47.34 |
| 15     | Mitsui Hoshi     | JPN  | 2:47.56 |
| 16     | Minoru Muramoto  | JPN  | 2:48.48 |
| 17     | Tomoko Suzuki    | JPN  | 2:51.23 |
| 18     | Sachiko Ishida   | JPN  | 2:54.27 |
| 23     | Miyo Ishigami    | JPN  | 2:59.52 |

Tokyo International Marathon (alleen mannen)

1981 · 1982 · 1983 · 1984 · 1985 · 1986 · 1987 · 1988 · 1989 · 1990 · 1991 · 1992 · 1993 · 1994 · 1995 · 1996 · 1997 · 1998 · 1999 · 2000 · 2001 · 2002 · 2003 · 2004 · 2005 · 2006

Tokyo International Women's Marathon (alleen vrouwen)

1979 · 1980 · 1981 · 1982 · 1983 · 1984 · 1985 · 1986 · 1987 · 1988 · 1989 · 1990 · 1991 · 1992 · 1993 · 1994 · 1995 · 1996 · 1997 · 1998 · 1999 · 2000 · 2001 · 2002 · 2003 · 2004 · 2005 · 2006 · 2007 · 2008

Tokyo Marathon (beide)

2007 · 2008 · 2009 · 2010 · 2011 · 2012 · 2013 · 2014 · 2015 · 2016 · 2017 · 2018 · 2019 · 2020 · 2021 · 2022 · 2023 · 2024